# Sierra Crestellina
Sierra Crestellina este o arie protejată (arie specială de conservare — SAC, sit de importanță comunitară — SCI, arie de protecție specială avifaunistică — SPA) din Spania întinsă pe o suprafață de 489,51 ha, integral pe uscat.

## Localizare
Centrul sitului Sierra Crestellina este situat la coordonatele 36°27′59″N 5°16′52″W / 36.4664°N 5.281°V.

## Înființare
Situl Sierra Crestellina a fost declarat sit de importanță comunitară în decembrie 1997 pentru a proteja 15 specii de animale. Alte tipuri de protecție:
- arie de protecție specială avifaunistică (în octombrie 2002)[4]
- arie specială de conservare (în noiembrie 2013)[3][5][6]

## Biodiversitate
Situată în ecoregiunea mediteraneană, aria protejată conține 7 habitate naturale: Păduri de Quercus suber, Tufărișuri termo-mediteraneene și de pre-deșert, Păduri de Quercus ilex și Quercus rotundifolia, Dehesas cu Quercus spp. perene, Pseudostepă cu ierburi și specii anuale de Thero-Brachypodietea, Pante stâncoase calcaroase cu vegetație casmofită, Păduri de Olea și Ceratonia.
La baza desemnării sitului se află mai multe specii protejate:
- păsări (14): acvilă de munte (Aquila chrysaetos), Aquila fasciata, buha (Bubo bubo), Caprimulgus ruficollis, șoim călător (Falco peregrinus), vânturel roșu (Falco tinnunculus), vulturul pleșuv sur (Gyps fulvus), acvilă pitică (Hieraaetus pennatus), vultur egiptean (Neophron percnopterus), pietrar mediteranean (Oenanthe hispanica), Oenanthe leucura, Pyrrhocorax pyrrhocorax, silvie roșcată (Sylvia cantillans), Sylvia conspicillata
- mamifere (1): vidră de râu (Lutra lutra)

Pe lângă speciile protejate, pe teritoriul sitului au mai fost identificate 10 specii de plante, 1 specie de păsări, 1 specie de mamifere.